# Justin Theroux
Justin Theroux (født 10. august 1971 i Washington i District of Columbia i USA) er en amerikansk skuespiller, manuskriptforfatter og filminstruktør. Han har også skrevet manusskriptet, synopsis og har været producent for komediefilmen Tropic Thunder (2008).
Han gik på Bennington College, hvor han blev student i visuel kunst og drama.
Theroux spillefilmsdebuterede i Mary Harrons I Shot Andy Warhol. Dette åbnede roller for ham i komediefilm som: Charlie's Angels: Uden hæmninger, The Baxter, Romy and Michelle's High School Reunion, Broken Hearts Club og Zoolander. Han har også optrådt i mere alvorlige film som American Psycho fra 2000.
I 2006 instruerede han sin første spillefilm Dedication, der fik premiere i 2007 på Sundance Film Festival.
Theroux er også forfatter på fortsættelsen til Jon Favreaus Iron Man.
I 2009 lagde Theroux stemme til computerspillet Call of Duty 6: Modern Warfare 2 og medvirkede som Justin i den amerikansk mockumentary komedieserie Parks and Recreation.
Theroux skal også instruere og være medforfatter på Zoolander 2, men vender tilbage som skuespiler i filmen Your Highness som Leezar, en ond troldmand, der kidnapper en prinsesse.
Theroux blev i 2015 gift med skuespillerinden Jennifer Aniston, fra hvem han blev skilt i 2018.

## Udvalgt filmografi
- 2012: Wanderlust
- 2010: Iron Man 2
- 2006: Miami Vice
- 2006: The Legend of Lucy Keyes
- 2005: The Baxter
- 2005: Strangers with Candy
- 2005: Return to Rajapur
- 2004: Six Feet Under
- 2003: Nowhere to Go But Up
- 2003: Duplex
- 2003: Alias
- 2003: Charlie's Angels: Uden hæmninger
- 2002: Peel
- 2001: Zoolander
- 2001: Mulholland Drive
- 2001: The Sleepy Time Gal
- 2000: The Broken Hearts Club: A Romantic Comedy
- 2000: American Psycho
- 1999: Sirens
- 1999: Dead Broke
- 1998: Frogs for Snakes
- 1997: Below Utopia
- 1997: Romy and Michele's High School Reunion
- 1997: Dream House
- 1996: I Shot Andy Warhol